# James McGuigan
James Charles McGuigan (26 de noviembre de 1894 – 8 de abril de 1974) fue un cardenal canadiense de la Iglesia católica. Se desempeñó como Arzobispo de Toronto de 1934 a 1971 y fue elevado al cardenalato en 1946 por el Papa Pío XII.

## Biografía
James Charles McGuigan nació en Hunter River, Isla del Príncipe Eduardo, hijo de Jorge Hugh McGuigan y su esposa Ana Monaghan. Bautizado por el P. Ronald MacDonald, recibió su primera Comunión de Mons. Jean Chaisson y su confirmación del obispo James Charles McDonald. Después de asistir a Prince of Wales College y Saint Dunstan's University (donde obtuvo la Medalla Académica del Gobernador General ) en Charlottetown, McGuigan estudió en Laval University (recibiendo una licenciatura en artes en 1914) y el Gran Seminario (obteniendo doctorados en filosofía y teología en 1918) en la ciudad de Quebec.
McGuigan fue ordenado sacerdote por el obispo Louis James O'Leary el 26 de mayo de 1918, y luego enseñó en la Universidad de St. Dunstan durante un año antes de servir como secretario privado del obispo Henry Joseph O'Leary hasta 1922, cuando fue nombrado Canciller diocesano de Edmonton. Luego fue nombrado vicario general de la misma diócesis en 1923, McGuigan fue nombrado rector de la Catedral de San José en 1924. Realizó un curso de posgrado en 1927 en la Universidad Católica de América en Washington D. C., de donde obtuvo su doctorado en derecho canónico. Fue elevado al rango de Protonotario Apostólico el 13 de septiembre de 1927 y más tarde fue nombrado rector del recién establecido Seminario de San José ese mismo año.
El 30 de enero de 1930 fue nombrado arzobispo de Regina por el Papa Pío XI. A los 35 años, McGuigan era el arzobispo más joven de la Iglesia. Recibió su consagración episcopal el 15 de mayo siguiente de manos del arzobispo Henry O'Leary, con el arzobispo Arthur Béliveau y el obispo John Kidd como co-consagradores, en la Catedral de San José.
Posteriormente fue nombrado Arzobispo de Toronto el 22 de diciembre de 1934, y fue creado Cardenal Presbítero de Santa Maria del Popolo por el Papa Pío XII en el consistorio del 18 de febrero de 1946. Así se convirtió en el primer cardenal de habla inglesa de Canadá. Como arzobispo de Toronto, McGuigan redujo la deuda total de la diócesis y también fue responsable de crear la Diócesis de St. Catharines .
Después de participar en el cónclave papal de 1958, la gran carga de trabajo del cardenal afectó su salud y se vio obligado a transferir algunas de sus funciones a su coadjutor, Philip Francis Pocock, en 1961. Asistió al Concilio Vaticano II de 1962 a 1965 y sufrió un derrame cerebral severo allí. McGuigan sirvió como cardenal elector en el cónclave de 1963 y finalmente se retiró como arzobispo de Toronto, presentando su renuncia al papá Pablo VI el 30 de marzo de 1971, después de un período de treinta y seis años.
Murió de un ataque cardíaco en Toronto, a los 79 años. Está enterrado en la parcela de los sacerdotes en el Seminario de San Agustín.

## Trivialidades
- Con tan solo cinco años, decidió hacerse sacerdote y le dijo a su madre: "Cuando sea grande, predicaré en grande".[2]
- McGuigan celebró el primer Congreso Eucarístico regional del oeste de Canadá, promovió el movimiento juvenil católico y fundó las organizaciones benéficas federadas católicas.[3]
- Recibió un doctorado honorario en letras de la Universidad de Niágara (1942), la Universidad de Toronto (1948) y la Universidad de Dalhousie (1952).
- James Cardinal McGuigan Catholic High School en North York, Toronto recibe su nombre en su honor